# Britz-Buckower Weg
Der Britz-Buckower Weg ist markiert mit der Nummer 10 einer der 20 grünen Hauptwege. Das ist eine Zusammenstellung von 20 Wanderwegen durch das Berliner Stadtgebiet mit einer Gesamtlänge von rund 550 Kilometern. Ziel ist es, „Wohngebiete mit den vielfältigen Erholungsmöglichkeiten in Parkanlagen und Naherholungsgebieten von Berlin und Brandenburg“ (Senatsverwaltung für Stadtentwicklung und Umwelt) miteinander zu verknüpfen. Der Fußgänger soll dabei die Möglichkeit haben, „die Stadt als eine Verbindung von Kultur, Geschichte und Ökologie intensiv zu erleben“.

## Verlauf
Der Britz-Buckower-Weg startet am U-Bahnhof Alt-Tempelhof zum Teltowkanal. Er führt elf Kilometer entlang der Industriearchitektur nördlich und südlich des Teltowkanals, wie dem Ullsteinhaus und dem Hafen Tempelhof. Weiter geht der Verlauf über riesige Kleingartenanlagen: Obstbäume, Blumenrabatten und Gemüsebeete prägen das Bild. Unterwegs liegt als Park der eintrittspflichtige Britzer Garten, die Strecke des grünen Hauptwegs umrundet den Park und führt durch das grüne Siedlungsgebiet von Buckow und Lichtenrade aus Berlin nach Großziethen.

### Tempelhof

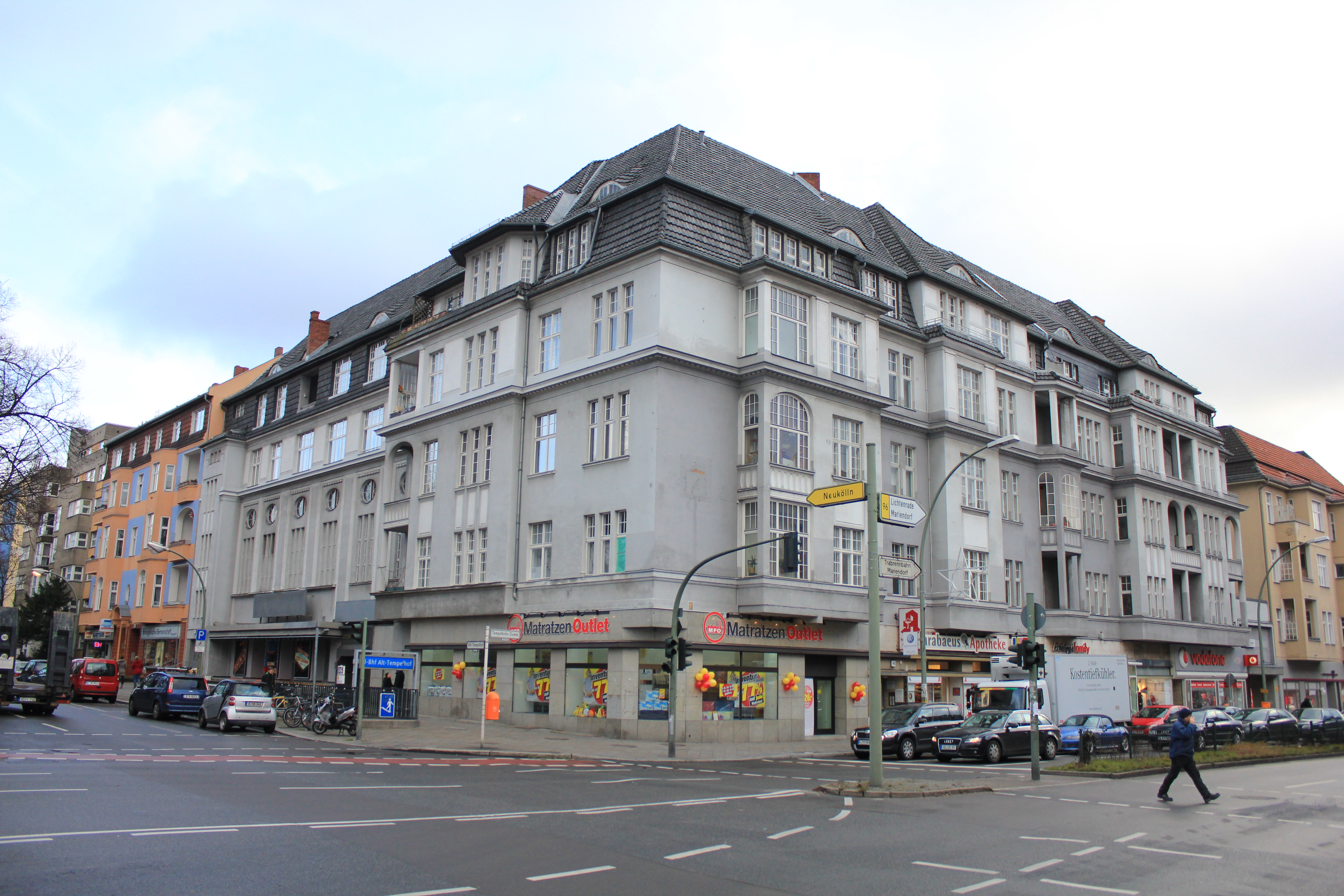
Beginn des Hauptwegs am U-Bahnhof Alt-Tempelhof

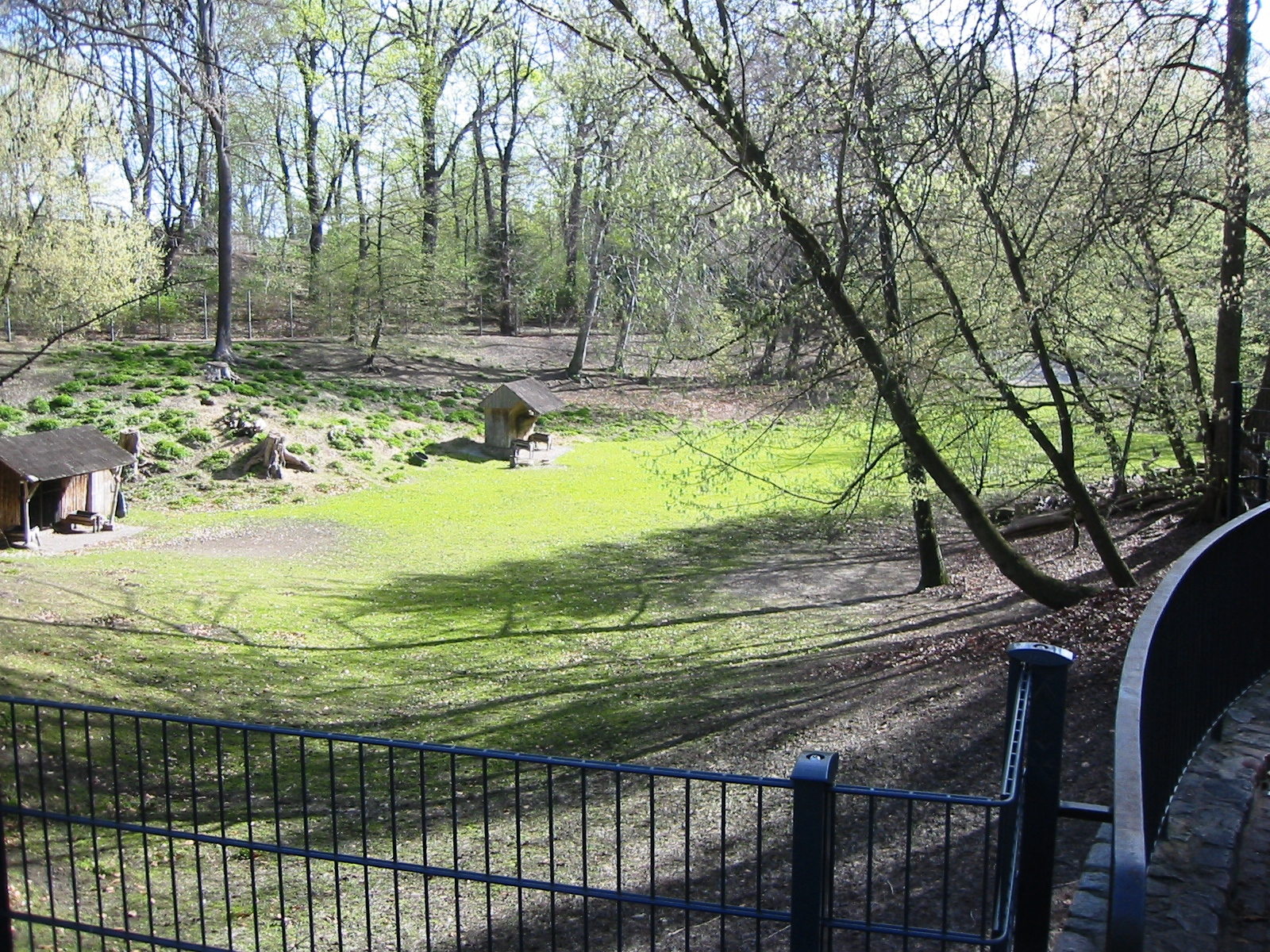
Ehemaliges Tiergehege im Franckepark (bis 2019)

Der Einstiegspunkt in den Britz-Buckower Weg liegt in Tempelhof am U-Bahnhof Alt-Tempelhof mit einem verkehrsgünstigen Anschluss. Vom U-Bahnausgang an der Ecke Tempelhofer Damm geht es von diesem weg durch Alt-Tempelhof zum Beginn der Germaniastraße, wo ein Weg (Straße 20a) rechts abgeht, an drei Wohnhäusern vorbei zur Götzstraße. Diese Führung des Hauptwegs 10 liegt östlich vom Tempelhofer Damm (B 96) und umgeht diese verkehrsreiche Hauptstraße. Über die Götzstraße hinweg zwischen Stadtbad Tempelhof und Bezirkszentralbibliothek führt der Weg auf eine Grünfläche zwischen Rathaus und KGA ‚Feldblume‘ zum Franckepark. An dessen Südrand über die Albrechtstraße in die Wenckebachstraße neben dem Wenckebach-Klinikum, dessen Eingang am runden Metzplatz liegt. Am Ende des Klinikgelände nach links in die Friedrich-Wilhelm-Straße geht es von dieser nach links in die Ordensmeisterstraße, auf der der Teltowkanalweg die Gewerbeflächen am Teltowkanal umgeht. 150 Meter weiter führt der Hauptweg 10 an der Kreuzung Colditzstraße nach rechts in diese Straße und durch die Gewerbe- und Industriezone zum Teltowkanal. Der Kanal wird auf der Colditzbrücke später die Volkmarstraße überquert, wobei auch hier Gewerbeeinrichtungen liegen. Mit dem Ausgang der Colditzstraße an der Ullsteinstraße wird der Ortsteil verlassen.

### Mariendorf
Mit dem Betreten der Ullsteinstraße ist Mariendorf erreicht. Die Kreuzung Ullsteinstraße ist ampelgeregelt mit Mittelstreifen und gegenüber der Colditzstraße setzt sich der Britz-Buckower Weg im Friedhofsweg (Eingang mit Schranke) an der Kolonie ‚Fröhliche Eintracht‘. Vor dem Steinhellenweg (einer Wohnstraße) geht es nach links in die Lange Straße, ein Gartenweg durch die KGA ‚Schätzelberg‘ und ‚Feierabend‘, auf dem die Rixdorfer Straße (eine Hauptstraße) erreicht wird. Über diese zweimal zweispurige Straße mit Mittelstreifen hinüber geht es in den Asterweg, ein Gartenanlagenweg zwischen Kirchhof Mariendorf III (rechts) und KGA ‚Kleeblatt‘ und ‚Alpental‘ (der Gartenweg heißt Grenzallee) und von diesem nach recht (Süden) in die Pflaumenallee der KGA ‚Marienglück‘, dann am Wegende nach links in die Kirschenallee und nach rechts ein Stück in die Birnenallee. Am Ausgang der Gartenkolonie liegt die Ortsteilgrenze und die KGA ‚Guter Wille‘ schon in Britz. Der Hauptweg knickt allerdings nach scharf rechts in die Tacitusstraße, zunächst ein grüner Weg, dann der Wendehammer. Weiter schräg links in die Plautusstraße geht es im Siedlungsgebiet nach links über die Straße 229 hinweg in den Weg am Grünstreifen der KGA ‚Türkenpfuhl‘ hinein, wiederum parallel zur Britzer Ortsteilgrenze. An den folgenden mehrgeschossigen Wohnhäusern des Imbroswegs geht es über die hier schräg schneidende Ortsteilgrenze nach Britz, die zugleich die Bezirksgrenze von Tempelhof-Schöneberg nach Neukölln ist.

### Britz

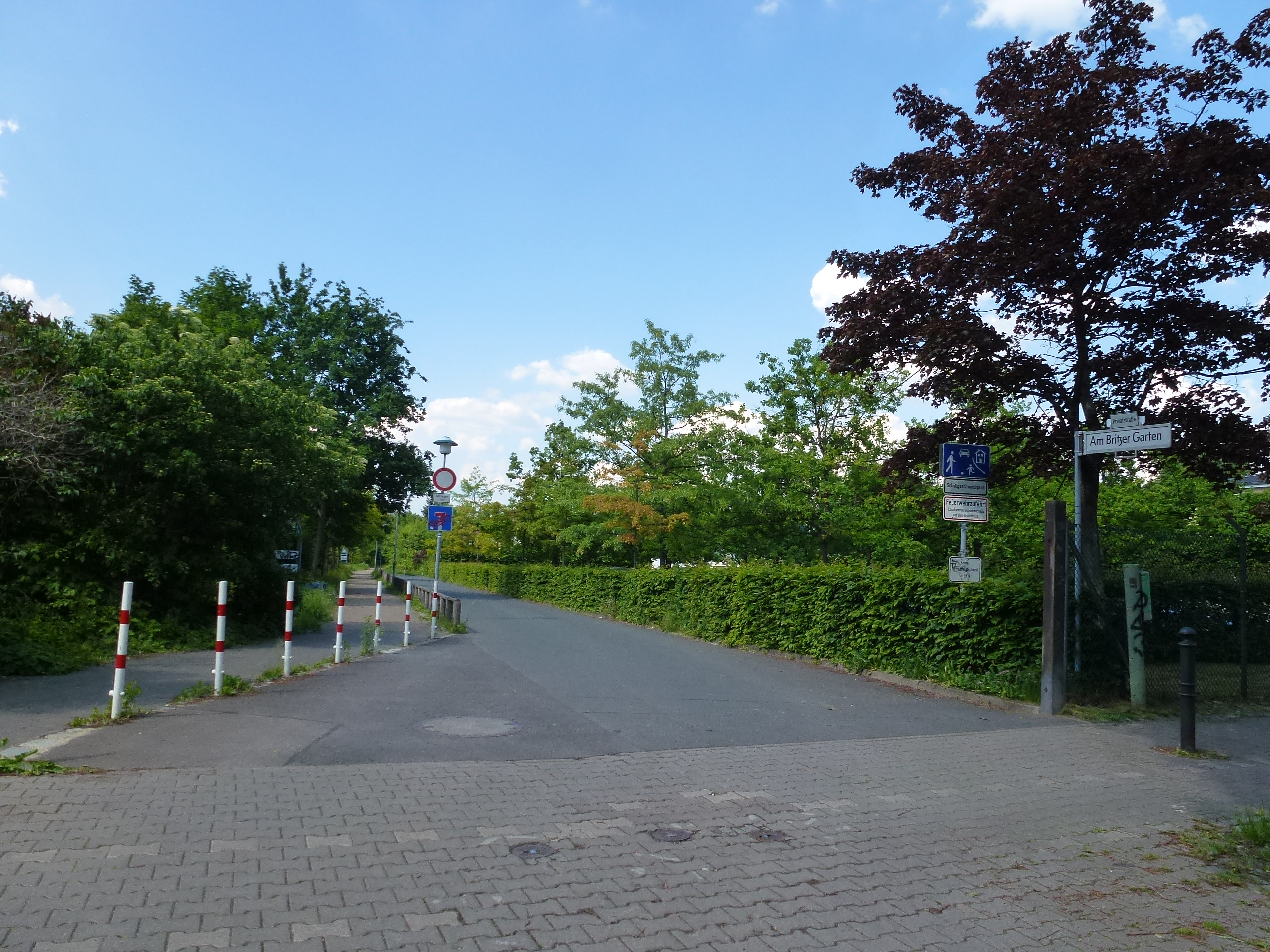
Am Britzer Garten/Mohriner Allee

Der Ortsteil Britz wird auf einem 2,5 Meter breiten festen Weg erreicht, zunächst hinter den Grundstücken von Am Britzer Garten, dann auf dieser Straße zur Mohriner Allee. Diese wird 70 Meter nach rechts versetzt am Westrand von Britz in den Hochkönigweg. Dessen westliche Grundstücke gehören zu Britz und die auf der östlichen Seite gelegenen, sowie hier durch Hochthron- und Hochtristenweg, sowie Am Irissee liegenden Siedlungshäuser grenzen an den kostenpflichtige Britzer Garten. Da ein 60 breiter Streifen des Britzer Gartens in den benachbarten Ortsteil Mariendorf hineinragen wird für den Britz-Buckower Weg der Wildspitzweg nach rechts über die Bezirksgrenze hinweg nach Mariendorf benutzt. Da er mit seinem Südwestzipfel umgangen wird, ist nochmals Mariendorf zu betreten, links der Britzer Garten, rechts das Dr.-Hans-Hess-Stadion führt der Hauptweg durch den Grünstreifen wieder nach Britz. Durch den Grünen Weg, ein Anlagenweg der KGA ‚Friedland III‘, geht es noch nach links durch die Friedlandpromenade zum Sangerhauser Weg, rechts sind Parkplätze für den Britzer Garten und nach links geht es zum Eingang Sangerhauser Weg (U-Bahn-Linie U6 Alt-Mariendorf und Bus 179 bis Haltestelle Sangerhauser Weg). Ein Abstecher in den Britzer Garten ist von hier möglich. Der Hauptweg führt jedoch 100 Meter links an den Breitunger Weg, ein anderthalbspuriges Asphaltband mit unbefestigten Randstreifen zwischen Busch- und Baumzonen. Der Breitunger Weg führt 910 Meter zwischen den Britzer Kleingartenkolonien ‚Heimaterde‘ (links) und ‚Kurt Pöthig‘ (rechts) hindurch an den Hochspannungsweg. Dieser ist heute ein Weg in einem 30 Meter breiten Grünzug, auf der die Trasse einer ehemaligen Hochspannungsleitung vom Leipziger Raum für das Aluminiumwerk in Rummelsburg (heute: Heizkraftwerk Klingenberg) verlief. Der Breitunger Weg ist befahrbar, der Hochspannungsweg durch Schranken und Sperrgitter abgetrennt. Auf dem Hochspannungsweg trifft der Britz-Buckower Weg mit dem Teltower Dörferweg (Hauptweg 15) zusammen und gemeinsam führen beide 140 Meter nach rechts, bevor am Südrand des Grünzugs Britz verlassen wird.

### Buckow

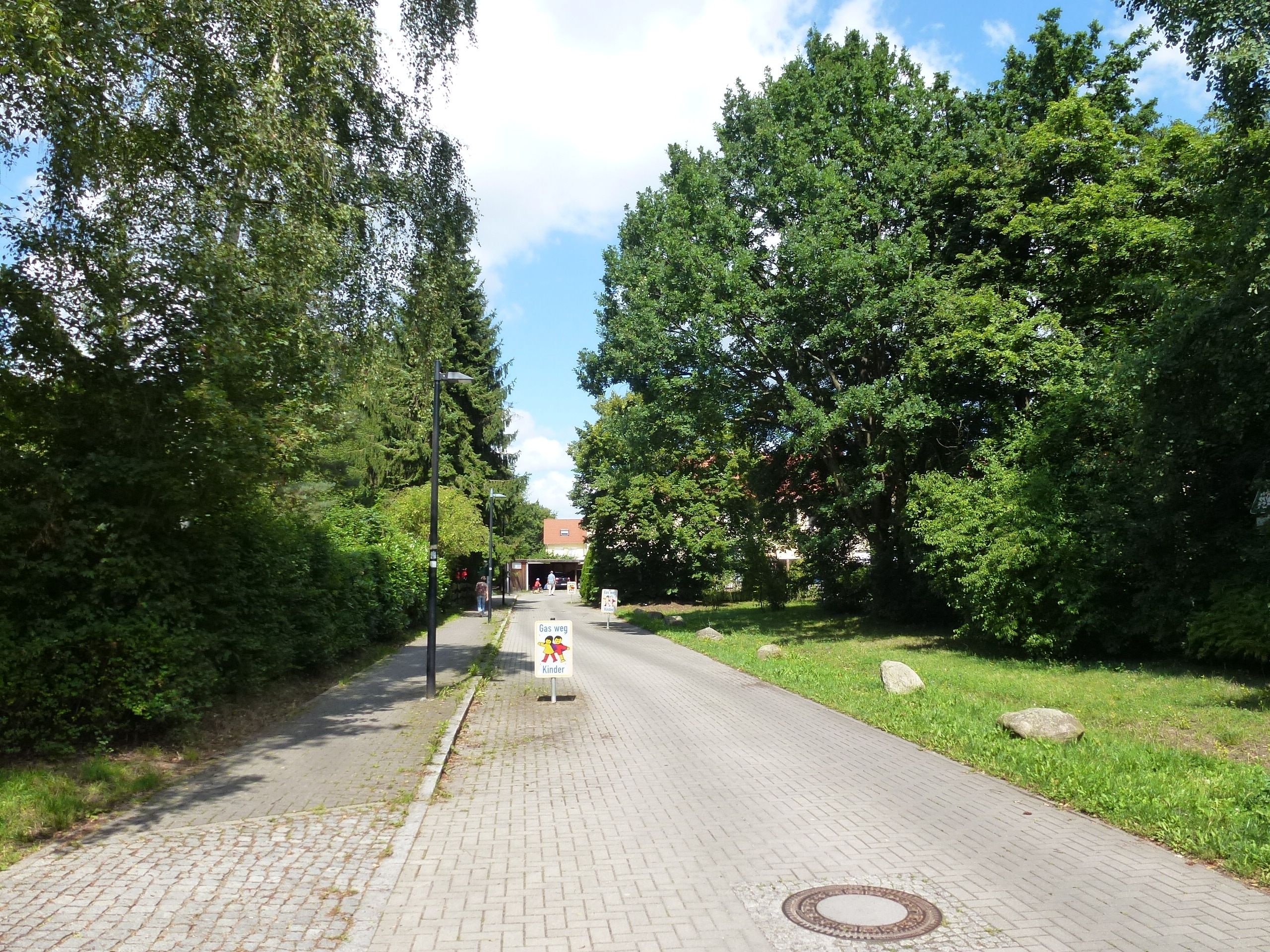
Britz-Buckower Weg auf der Spielstraße In den Gärten

Rechtwinklig vom Grünstreifen des Hochspannungswegs nach Buckow (südwärts, nach links) wird der Weg hinter den Wohnhäusern des Bienwaldrings genutzt. Etwa 100 Meter weiter wird zu In den Gärten mit dreigeschossigen Wohnhäusern auf der rechten Seite und einer neuerbauten Reihenhaussiedlung eingebogen. Zwischen der Siedlung ‚Marienwerder‘ und der Siedlung ‚Neue Scholle‘ (Quarzweg, hier am Glimmerweg) wird mit einem sechsgeschossigen Wohnhaus an der rechten Ecke die Marienfelder Chaussee erreicht. Gemeinsam mit dem Hauptweg 15 für 90 Meter nach links zum Buckower Dorfkern hin wird diese zweibahnige Hauptstraße an einer Überfahrt überquert. Es geht in den Delmer Steig (der anfangs ein Fußweg ist, dem ein Wendeplatz folgt), über Salmbacher und Trimbacher Straße geht es an dessen Ende nach rechts in die Warmensteinacher Straße und an deren rechten Grundstücken 34–42 in ein verbliebenes Stück Töpchiner Weg (Nordostende). Es folgt ein Weg durch den Grünstreifen zwischen westlichen Gewerbegrundstücken der Warmensteiner Straße und Wohnhäusern am Ernst-Arndt- und Pfarrer-Wenke-Weg (vom Drusenheimer Weg her). So wird die Gerlinger Straße in einem 50 Meter breiten Grünzug erreicht. Über diese Straße nutzt der Britz-Buckower Weg einen Parkweg durch eine Grünanlage zwischen der KGA Buckower Feldmark (rechts) und dem Landschaftspark Töpchiner Weg (links). Letzterer eine brache Ackerflächemit einem Reiter- und Pferdehof. So erreichen Teltower Dörferweg und Britz-Buckower Weg die Stadtgrenze. Auf Brandenburger Territorium in Großziethen folgt der 90 Meter breite ehemalige Todesstreifen der Grenzanlagen mit dem Mauerweg auf der Trasse des Postenwegs und folgendem Ackerland.
Während der Teltower Dörferweg am Stadtrand nach Westen (Richtung Lichtenrade) noch weitergeht, endet der Britz-Buckower Weg mit dem Erreichen von Stadt- und Landesgrenze.

## Nahverkehrsanschlüsse
In der Richtung des Britz-Buckower Wegs finden sich nach Süden folgend der S+U-Bahnhof Tempelhof, U-Bahnhof Alt-Tempelhof und der S-Bahnhof Schichauweg mit nahem Zugang zum Verlauf des grünen Hauptwegs.